# Li Dan (zapaśniczka)
Li Dan (chiń. 李丹; ur. 18 października 1983) – chińska zapaśniczka w stylu wolnym. Zajęła siódme miejsce w mistrzostwach świata w 2010. Srebrny medal na igrzyskach azjatyckich w 2010 i brązowy w mistrzostwach Azji w 2010. Szósta w Pucharze Świata w 2010 roku.